# Nadciśnienie tętnicze
Nadciśnienie tętnicze, hipertonia, hipertensja, AH (od ang. arterial hypertension), HA (od łac. hypertonia arterialis), w węższym znaczeniu choroba nadciśnieniowa – schorzenie układu krążenia krwi charakteryzujące się okresowo lub stale podwyższonym ciśnieniem tętniczym, zarówno skurczowym (górnym), jak i rozkurczowym (dolnym).
Zdecydowana większość (ponad 90%) przypadków nadciśnienia ma charakter pierwotny (samoistny), to znaczy nie ma znanej somatycznej przyczyny, którą dałoby się usunąć interwencją medyczną. Etiologia nadciśnienia tętniczego pierwotnego nie została w pełni ustalona. Uważa się, że odgrywają w niej rolę czynniki genetyczne i środowiskowe. Pozostałe przypadki to choroba o charakterze wtórnym (objawowym), gdy dobrze jest znana przyczyna choroby, na przykład choroby nerek, choroby gruczołów dokrewnych lub choroby mózgu.

## Klasyfikacja
Polskie Towarzystwo Nadciśnienia Tętniczego (PTNT) przyjęło w 2003 klasyfikację nadciśnienia tętniczego zgodną z opublikowanymi w tym samym roku wytycznymi European Society of Hypertension (ESH) i European Society of Cardiology (ESC). Za nadciśnienie uznano wartości przekraczające 140 dla ciśnienia skurczowego lub 90 dla ciśnienia rozkurczowego. Arbitralne wydzielenie wartości progowych jest uzasadnione ze względów praktycznych – ułatwia postępowanie diagnostyczne, lecznicze oraz rzutuje na rokowanie.
| Kategoria                            | Ciśnienie skurczowe (mmHg) | Ciśnienie rozkurczowe (mmHg) |
| ------------------------------------ | -------------------------- | ---------------------------- |
| Ciśnienie optymalne                  | < 120                      | < 80                         |
| Ciśnienie prawidłowe                 | 120–129                    | 80–84                        |
| Ciśnienie wysokie prawidłowe         | 130–139                    | 85–89                        |
| Nadciśnienie stopień 1 (łagodne)     | 140–159                    | 90–99                        |
| Nadciśnienie stopień 2 (umiarkowane) | 160–179                    | 100–109                      |
| Nadciśnienie stopień 3 (ciężkie)     | ≥ 180                      | ≥ 110                        |
| Nadciśnienie izolowane skurczowe     | ≥ 140                      | < 90                         |

Podane wartości dotyczą osób nieprzyjmujących leków przeciwnadciśnieniowych; w przypadku gdy wartości ciśnienia skurczowego i ciśnienia rozkurczowego należą do różnych kategorii, należy przyjąć kategorię wyższą.
W ogłoszonych w 2007 roku wytycznych ESH/ECH podtrzymały tę klasyfikację. Dodatkowo zalecono stopniowanie izolowanego nadciśnienia skurczowego według stopni (1, 2 i 3) w zależności od wysokości ciśnienia skurczowego (analogiczne do nadciśnienia skurczowo-rozkurczowego).
Klasyfikacje amerykańskie nie wydzielają ciśnienia wysokiego prawidłowego zastępując go określeniem – stan przednadciśnieniowy, a także wyszczególniają tylko 2 stopnie nadciśnienia tętniczego.
| Kategoria                | Ciśnienie skurczowe (mmHg) | Ciśnienie rozkurczowe (mmHg) |
| ------------------------ | -------------------------- | ---------------------------- |
| Ciśnienie prawidłowe     | < 120                      | < 80                         |
| Stan przednadciśnieniowy | 120–139                    | 80–89                        |
| Nadciśnienie stopień 1   | 140–159                    | 90–99                        |
| Nadciśnienie stopień 2   | > 160                      | >100                         |

U pacjentów w starszym wieku obowiązują inne wartości docelowe ciśnienia tętniczego, tj. 130–139/70–79 mmHg, a jeżeli pacjent ma zespół kruchości, mogą być jeszcze nieznacznie wyższe.

## Epidemiologia
W 2000 roku 972 miliony dorosłych ludzi na świecie chorowało na nadciśnienie tętnicze, z czego 639 milionów w krajach rozwijających się gospodarczo. Przewiduje się, że w 2025 będzie na świecie 1,5 miliarda osób z nadciśnieniem.
W przeprowadzonym w 2002 roku badaniu NATPOL III PLUS oszacowano rozpowszechnienie nadciśnienia w Polsce na 29%, u 30% badanych stwierdzono ciśnienie wysokie prawidłowe, u 21% ciśnienie prawidłowe i u 20% optymalne (przyjęto zgodną klasyfikację JNC VI i WHO/ISH 1999, przyjętą następnie w wytycznych ESH/ESC 2003, PTNT 2003 i ESH/ESC 2007).
Wykrywalność nadciśnienia tętniczego w Polsce w 2002 roku wynosiła 67%, prawidłowa kontrola wśród wszystkich chorych jedynie 12,5%. Dla porównania – w USA 31% osób przyjmujących leki hipotensyjne ma ciśnienie krwi < 140/90, natomiast w Wielkiej Brytanii zaledwie u 9%.
Według danych zaprezentowanych podczas konferencji "Kardiologia 2012" przez prof. Zbigniewa Gacionga z Warszawskiego Uniwersytetu Medycznego nadciśnienie występuje u 9,5 mln dorosłych Polaków w wieku od 18. do 79. roku życia. Do tej liczby trzeba jednak doliczyć siedemnastolatków (jak wynika z przeprowadzonych badań – 9% z nich ma nadciśnienie).

## Etiologia i patogeneza
Około 90% przypadków choroby to nadciśnienie pierwotne (samoistne lub inaczej idiopatyczne), a więc bez uchwytnej przyczyny. Patogeneza jest prawdopodobnie wieloczynnikowa, a obecność zaburzeń fizjologicznych procesów kontroli ciśnienia tętniczego uwarunkowana jest środowiskowo i genetycznie. Podczas normalnego cyklu pracy serca wyróżniamy jego skurcz (systole) i rozkurcz (diastole). W ciągu minuty serce kurczy się ok. 60–80 razy i z każdym uderzeniem wyrzuca krew do naczyń tętniczych. Podczas wyrzutu krwi z lewej komory do aorty (głównej tętnicy) ciśnienie jest największe i stopniowo maleje w mniejszych tętnicach, naczyniach włosowatych i żyłach. Dzięki temu możliwy jest transport krwi zgodnie z kierunkiem spadku ciśnienia i zaopatrzenie wszystkich narządów w tlen oraz składniki odżywcze (cukier, tłuszcze i inne). Podczas rozkurczu ciśnienie krwi osiąga najmniejszą wartość. Wówczas powracająca układem żylnym krew jest tłoczona z prawego przedsionka do prawej komory, skąd transportowana jest do płuc, by ponownie wzbogacić się w tlen. Ciśnienie krwi podczas rozkurczu nigdy nie spada do zera. Dzieje się tak dzięki sprężystości ścian tętnic, które przyjmują siłę uderzenia krwi podczas skurczu i oddają ją podczas rozkurczu. Wielkość ciśnienia, czyli nacisku krwi na ściany tętnic, jest zmienna i waha się między wartością maksymalną (skurcz) i minimalną (rozkurcz). Krótkotrwały wzrost ciśnienia jest zjawiskiem naturalnym i może przydarzyć się np. podczas wysiłku fizycznego, w sytuacji stresowej, podczas pomiaru ciśnienia przez personel medyczny (tzw. nadciśnienie „białego fartucha”).Wówczas ciśnienie rośnie, ale organizm jako całość pozostaje w stanie równowagi. Jednak zbyt wysokie wartości ciśnienia krwi, które utrzymują się w kilku kolejnych pomiarach, wskazują już na nadciśnienie tętnicze. Świadczy to o tym, że jeden lub więcej czynników ryzyka doprowadził do trwałego wzrostu ciśnienia tętniczego. Jednym z ważnych czynników ryzyka jest otyłość, z którą związane są choroby układu krążenia, zwłaszcza nadciśnienie i cukrzyca.
U pozostałych 10% osób nadciśnienie tętnicze ma charakter wtórny, ale być może ten odsetek jest faktycznie większy. Do najczęstszych przyczyn nadciśnienia wtórnego należą przewlekłe choroby nerek (5% wszystkich HA), do innych zalicza się zwężenie naczyń nerkowych (< 1%), zespół Cushinga, guz chromochłonny, zespół Conna (wszystkie po < 0,2%) American Association of Clinical Endocrinologists (AACE) przedstawiło w swoich wytycznych z 2006 roku pogląd, że sam tylko zespół Conna (hiperaldosteronizm pierwotny) odpowiada za 15% wszystkich przypadków nadciśnienia.

### Nadciśnienie pierwotne
Według hipotezy Folkowa, to predyspozycje genetyczne do adaptacji tętnic na częste pobudzenia współczulne odpowiadają za nadciśnienie pierwotne. Przebudowa ścian tętnic oporowych prowadzi do wzrostu obwodowego oporu naczyniowego (TPR) i zmusza serce do większej pracy.

Teoria Guytona wyjaśnia nadciśnienie genetycznym defektem nerek, które zatrzymują więcej sodu, co skutkuje zwiększeniem ilości krwi krążącej. Utrzymanie prawidłowego stężenia sodu wymaga większej perfuzji nerek, co jest przyczyną nadciśnienia.

### Nadciśnienie wtórne
Przyczyny nadciśnienia wtórnego:
- choroby związane z nerkami
  - choroby miąższowe
    - ostre i przewlekłe zapalenie kłębuszków nerkowych
    - zwyrodnienie wielotorbielowate nerek
    - wodonercze
    - cukrzycowa choroba nerek

  - choroby tętnic nerkowych
    - zwężenie tętnicy nerkowej
    - inne przyczyny niedokrwienia nerek

  - nowotwory wydzielające reninę
  - zespoły pierwotnej retencji sodu (zespół Liddle'a, zespół Gordona)
- choroby gruczołów wydzielania wewnętrznego
  - choroby nadnerczy
    - hiperaldosteronizm pierwotny wywołany gruczolakiem lub przerostem nadnerczy
    - guz chromochłonny nadnerczy (także przyzwojaki)
    - zespół Cushinga

  - akromegalia
  - choroby tarczycy (zwłaszcza nadczynność, czasami niedoczynność)
  - nadczynność przytarczyc
  - zespół rakowiaka
- neurologiczne
  - zespół Guillaina-Barrégo
  - tetraplegia
  - zwiększone ciśnienie wewnątrzczaszkowe
  - guz mózgu
  - uraz mózgu
  - rodzinna dysautonomia
- choroby układu krążenia
  - koarktacja aorty
- nadciśnienie wywołane ciążą
- zespół obturacyjnego bezdechu sennego
- ostry stres (oparzenia, abstynencja alkoholowa u osób uzależnionych, psychogenna hiperwentylacja, hipoglikemia, okres okołooperacyjny)
- hiperwolemia
- leki – egzogenne hormony (estrogeny, kortykosteroidy, erytropoetyna, sympatykomimetyki, cyklosporyna, takrolimus, inhibitory MAO)
- substancje toksyczne: amfetamina, kokaina, metale ciężkie
- łagodny rozrost gruczołu krokowego[12][13][14].

Przyczyny izolowanego nadciśnienia skurczowego:
- nadmierna sztywność tętnic (zwłaszcza u osób starszych)
- zwiększona pojemność minutowa serca (niedomykalność zastawki aortalnej, przetoka tętniczo-żylna).

### Nadciśnienie tętnicze a doustne środki antykoncepcyjne
Nadciśnienie tętnicze występuje częściej u kobiet stosujących doustne środki antykoncepcyjne niż u tych, które zapobiegają ciąży w inny sposób lub nie korzystają z żadnej metody antykoncepcji. Przyczyna tego zjawiska nie jest znana. Prawdopodobnie u podstaw leży wpływ składników preparatów antykoncepcyjnych na mechanizmy sterowania ciśnieniem krwi. Brane pod uwagę są także czynniki genetyczne. Pojawienie się nadciśnienia u kobiety zażywającej środki antykoncepcyjne jest wskazaniem do zmiany sposobu antykoncepcji. U kobiet z wcześniejszym nadciśnieniem stosowanie takich środków może pogorszyć jego przebieg.

## Diagnostyka
Badanie chorego z nadciśnieniem powinno obejmować, poza pomiarem ciśnienia tętniczego, dokładny wywiad i badanie przedmiotowe.
Spośród danych z wywiadu klinicznego szczególne znaczenie mają dotychczasowy przebieg HA, współwystępowanie chorób nerek (także w rodzinie), objawy guza chromochłonnego i hiperaldestoronizmu, przyjmowane leki (doustne środki antykoncepcyjne, sterydy, leki hipotensyjne), obecność innych czynników ryzyka sercowo-naczyniowego, objawy powikłań narządowych.
Badania pomocnicze mają służyć wykryciu dodatkowych czynników ryzyka, ewentualnych przyczyn nadciśnienia wtórnego oraz uszkodzeń narządowych. Minimalny zakres niezbędnych badań pomocniczych pozostaje dyskusyjny. Badania podstawowe według PTNT: morfologia krwi, glukoza na czczo, poziom sodu i potasu, kwas moczowy, kreatynina, lipidogram, badanie ogólne moczu, EKG. Do badań zalecanych należą: echokardiogram, badanie dna oka, RTG klatki piersiowej, USG brzucha i tętnic szyjnych, mikroalbuminuria, stężenie wapnia, CRP oraz test obciążenia glukozą (u osób bez cukrzycy). Badania zalecane powinno się wykonywać u chorych, u których potencjalnie pozytywny wynik może zmienić zasady postępowania lub istnieją inne wskazania. PTNT neguje wskazania do rutynowego wykonywania u chorych z nadciśnieniem tętniczym badań genetycznych, oceny dysfunkcji śródbłonka lub sztywności dużych tętnic bądź innych badań laboratoryjnych.
W porównaniu do PTNT, zalecenia ESC nie obejmują badania stężenia białka C-reaktywnego (CRP) natomiast podkreślają znaczenie subklinicznych zmian narządowych (polecają jako rutynowe określanie mikroalbuminurii, a także klirensu kreatyniny (stosując wzór Cockrofta i Gaulda) bądź przesączania kłębuszkowego (równanie MDRD).

### Technika pomiaru ciśnienia[17]
Pomiaru ciśnienia tętniczego w warunkach gabinetu lekarskiego powinno się dokonywać po zapewnieniu pacjentowi kilku minut odpoczynku w pozycji siedzącej. Dokonuje się 2 pomiarów z zachowaniem dwuminutowej przerwy, a jako wynik zapisuje wartość średniej arytmetycznej. Przy pierwszej wizycie wskazany jest pomiar na obu ramionach. U pacjentów z obwodem ramienia 22–32 cm stosuje się mankiet standardowy, u pozostałych osób makiet odpowiedni do wielkości ich ramienia. Użycie zbyt wąskiego mankietu może fałszywie zawyżyć wartość ciśnienia.
W warunkach domowych pacjenci powinni wykonywać po 2 odczyty rano i wieczorem przez 3 dni w tygodniu. Samokontrola ciśnienia pozwala na uniknięcie "efektu białego fartucha" (podniesienie ciśnienia przy kontakcie z lekarzem). Średnie ciśnienie z kilku pomiarów mniejsze niż 135/85 przyjmuje się w tej metodzie za normę.
W szczególnych okolicznościach wskazane może być:
- 24-godzinne monitorowanie ciśnienia (ABPM) – zalecane głównie dla pacjentów w wieku powyżej 65 lat,
- przeprowadzenie jednorazowej analizy fali pulsu – zalecane głównie dla młodszych pacjentów, bez dodatkowych czynników ryzyka, nie cierpiących na syndrom białego fartucha,
- 24-godzinna analiza fali pulsu – zalecana dla pacjentów w dowolnym wieku. Jest to badanie łączące obydwa powyższe. Z punktu widzenia pacjenta nie różni się niczym od klasycznego monitorowania 24-godz., jednak po każdym pomiarze wykonywana jest również analiza fali pulsu. Takie połączenie dostarcza lekarzowi nieporównywalnie więcej informacji niż obydwa powyższe badania przeprowadzane osobno.

## Ocena ryzyka
Nadciśnienie tętnicze jest jednym z najważniejszych czynników ryzyka sercowo-naczyniowego. Jego oceny dokonuje się w odniesieniu do najbliższych 10 lat życia zestawiając wartości ciśnienia tętniczego, obecność innych niż nadciśnienie czynników ryzyka, powikłań narządowych i chorób współistniejących.
Obecnie dostępnych jest kilka systemów oceny ogólnego ryzyka sercowo-naczyniowego o oparte na dużych badaniach populacyjnych – należą do nich amerykańska skala Framingham oraz europejska SCORE.
W 2003 roku ogłoszono wyniki projektu SCORE (Systematic COronary Risk Evaluation). System ten, oparty na danych z badań kohortowych przeprowadzonych w 12 krajach europejskich, opracowano w dwóch wersjach – dla krajów o niskim i o wysokim ryzyku zgonu spowodowanego incydentem sercowo-naczyniowego. Polskę zaliczano do drugiej grupy. W ramach projektu przygotowano tablice oceny ryzyka, dostępne także w postaci sieciowego programu HeartScore®.
Na podkreślenie zasługuje fakt, iż skala SCORE jest nieodpowiednia do oceny ryzyka u chorych, u których ryzyko sercowo-naczyniowe jest z definicji wysokie, czyli u wszystkich pacjentów z rozpoznaną chorobą sercowo-naczyniową, cukrzycą, a także u osób z bardzo silnie wyrażonym pojedynczym czynnikiem ryzyka. Ryzyko jest także faktycznie wyższe u osób otyłych, obciążonych wywiadem rodzinnym w kierunku chorób układu krążenia i zbliżających się do kolejnej kategorii wiekowej. SCORE nie uwzględnia także innych czynników ryzyka.

## Choroba nadciśnieniowa
Nadciśnienie, aż do chwili wystąpienia powikłań, zwykle przebiega skrycie. Podwyższone wartości ciśnienia tętniczego wykrywane są w wyniku rutynowego badania lekarskiego bądź incydentalnym pomiarem.
Przez wiele lat istniejącemu nadciśnieniu mogą nie towarzyszyć żadne objawy. Jeśli już wystąpią, są one mało charakterystyczne: bóle głowy, nadmierna pobudliwość, bezsenność, łatwe męczenie, czasem uczucie kołatania serca, zaczerwienienie twarzy, szyi, klatki piersiowej (zwłaszcza przy dużym wzroście ciśnienia). W przypadku nadciśnienia wtórnego mogą być obecne objawy choroby podstawowej.
U niektórych chorych nadciśnienie może mieć charakter chwiejny i nie powodować powikłań narządowych przez długi czas, natomiast u innych od chwili rozpoznania ma charakter utrwalony i wcześnie prowadzi do owych powikłań.

## Powikłania
Powikłaniem przede wszystkim jest uszkodzenie nerek (przewlekła niewydolność nerek, aż do konieczności dializy), układu krążenia (niewydolność mięśnia sercowego, zawał serca) oraz powikłania ze strony układu nerwowego (niedokrwienny udar mózgu, zespół otępienny).

### Stadia nadciśnienia tętniczego według WHO[20]
- I – brak zmian w narządach
- II – przerost lewej komory serca lub retinopatia nadciśnieniowa I°/II° lub białkomocz
- III – nadciśnieniowe uszkodzenie serca (niewydolność lewokomorowa), nerek (niewydolność nerek), mózgu i oka (retinopatia III°/IV°)

#### Subkliniczne uszkodzenia narządowe

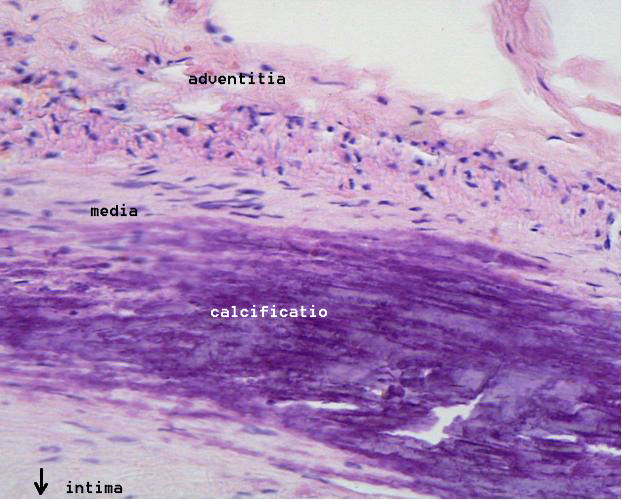
Kompleks intima-media – mikroskopowy obraz zwapniałej blaszki miażdżycowej w ścianie tętnicy

O subklinicznych uszkodzeniach narządowych świadczą:
- serce – cechy przerostu lewej komory (LVH) w EKG (wskaźnik Sokołowa-Lyona > 38 mm, iloczyn Cornell > 2440 mm*ms) bądź w badaniu echokardiograficznym (LVMI ≥ 125 g/m² u mężczyzn i ≥ 110 g/m² u kobiet)
- nerki – niewielki wzrost stężenia kreatyniny w surowicy (1,3-1,5 mg/dl u mężczyzn, 1,2-1,4 mg/dl u kobiet), mikroalbuminuria (wydalanie 30–300 mg/24 h, stosunek albumina/kreatynina ≥ 22 mg/g u mężczyzn, ≥ 31 mg/g u kobiet), zmniejszone szacowane przesączanie kłębuszkowe (< 60 ml/min/1,73 m²), mały klirens kreatyniny (< 60 ml/min)
- naczynia krwionośne – blaszka miażdżycowa lub zgrubienie kompleksu intima-media (IMT) tętnic szyjnych > 0,9 mm (mierzone w badaniu USG), wskaźnik kostkowo-ramienny obniżony poniżej 0,9, prędkość fali tętna między tętnicą szyjną a udową > 12 m/s.

#### Retinopatia nadciśnieniowa
Zmiany nadciśnieniowe w badaniu dna oka (klasyfikacja Keith, Wagener i Barker):
- I° umiarkowane zwężenie lub stwardnienie małych tętnic siatkówki, nieprawidłowy stosunek średnic tętnic do średnic żył
- II° umiarkowane lub znaczne stwardnienie tętnic (tętnice o wyglądzie drutu miedzianego), dodatni objaw Gunna
- III° obrzęk, wysięk i krwotoki do siatkówki, tętnice stwardniałe i zwężone
- IV° objawy III° i dodatkowo obrzęk tarczy nerwu wzrokowego

Zmiany I° i II° uznaje się obecnie za na tyle nieswoiste, że (nie licząc osób młodych) nie należy przypisywać im znaczenia rokowniczego.

### Nadciśnienie złośliwe
Nadciśnienie złośliwe jest ciężką postacią nadciśnienia tętniczego przebiegającą z wysokimi wartościami ciśnienia (zazwyczaj 120–140 mmHg rozkurczowego, skurczowe zwykle powyżej 200 mmHg), uszkodzeniem małych naczyń w siatkówce i ostrą, szybko postępującą niewydolnością nerek i serca, a także innych narządów. Jest stanem zagrożenia życia i nieleczone prowadzi do zgonu w ciągu od kilku dni do kilkunastu miesięcy. Typowym objawem szybko rozwijającego się nadciśnienia tętniczego jest ból głowy, zwykle zlokalizowany w potylicy, występujący głównie w godzinach porannych. Często towarzyszą mu zaburzenia widzenia. Można także stwierdzić zaburzenia myślenia, orientacji, świadomości, parestezje, drgawki, śpiączkę. Są one objawami ciężkiej encefalopatii nadciśnieniowej. Wśród objawów ogólnoustrojowych mogą występować: bóle brzucha, osłabienie, duszność, wielomocz, nykturia, zmniejszenie masy ciała.
Leczenie nadciśnienie złośliwego powinno odbywać się w warunkach szpitalnych, na oddziale umożliwiającym ciągłe monitorowanie ciśnienia.

## Zapobieganie nadciśnieniu – zmiana stylu życia
Zmiana stylu życia istotnie obniża wartości ciśnienia tętniczego u osób z ciśnieniem podwyższonym i prawdopodobnie może zapobiegać rozwojowi choroby u osób, które mają do niej genetycznie uwarunkowane skłonności. Elementy leczenia niefarmakologicznego to: normalizacja masy ciała, przestrzeganie odpowiedniej diety, w tym nienadużywanie alkoholu i soli, ograniczenie spożycia tłuszczów, zwłaszcza nasyconych, zaprzestanie palenia tytoniu i zwiększenie aktywności fizycznej.
Łącznie interwencje niefarmakologiczne zmniejszają 5-letnią zapadalność na nadciśnienie tętnicze o 50%.

### Normalizacja masy ciała
W świecie zachodnim 30–65% chorych cierpiących na nadciśnienie tętnicze jest otyłych. Przeciętnie na każde 10 kg masy ciała ponad prawidłową, ciśnienie skurczowe wzrasta o 2–3 mmHg (a nawet 5–20 mmHg) a rozkurczowe o 1–3 mmHg. Dowiedziono, że utrata nadmiernej masy ciała jest skuteczna nie tylko jako metoda obniżenia już podwyższonego ciśnienia, ale także jako prewencja pierwotna (czyli zapobieganie wystąpieniu nadciśnienia u osób dotychczas zdrowych). Połączenie niskokalorycznej diety i ćwiczeń fizycznych daje lepsze efekty niż każda z tych interwencji osobno.
Ponieważ u osób w średnim wieku masa ciała zwiększa się stopniowo (o 0,5-1,5 kg/rok), za cel można przyjąć jej stabilizację.

### Ograniczenie spożycia soli
Wyniki badań epidemiologicznych wskazują na związek nadmiernego spożycia sodu z nadciśnieniem tętniczym. W randomizowanych badaniach na każde 100 mmol (2,3 g) zmniejszonej dziennej podaży sodu ciśnienie skurczowe obniża się o 4–6 mmHg. Zgodnie z zaleceniami AACE, pacjenci z nadciśnieniem lub ciśnieniem wysokim prawidłowym powinny ograniczyć dzienne spożycie sodu do mniej niż 3 g dziennie. PTNT zaleca spożycie do 6 g soli kuchennej na dobę (co odpowiada 2,3 g sodu), a ESC/ESH < 3,8 g chlorku sodu (1,5 g sodu) lub przynajmniej < 5 g NaCl (< 2 g sodu).Podczas ograniczania spożycia soli szczególnie trzeba uważać na sól „ukrytą” w gotowych produktach spożywczych, np. pieczywie, zupach w proszku, kostkach rosołowych, nabiale. Po 48 godzinach organizm przyzwyczaja się do mniej słonych potraw, a po 2 tygodniach można całkowicie zrezygnować z soli, zastępując ją np. ziołami.

### Zwiększenie spożycia potasu
Osobom z prawidłową czynnością nerek AACE sugeruje się dzienne spożycie potasu na poziomie 3,5 g najlepiej w postaci świeżych owoców i warzyw. Wykazano, że suplementacja 2,34-3,9 g potasu powoduje średnie obniżenie skurczowego ciśnienia tętniczego o 4,4 mmHg i rozkurczowego o 2,5 mmHg. Potas reguluje pracę mięśnia sercowego i układu nerwowego. W diecie należy uwzględnić też podaż magnezu, który wpływa na siłę i częstotliwość skurczów serca. Jest także naturalnym blokerem kanału wapniowego. Dzienne zapotrzebowanie na magnez wynosi 250–350 mg.

### Umiarkowane spożycie alkoholu
Wykazano liniową zależność pomiędzy ilością spożywanego alkoholu a częstością nadciśnienia tętniczego w populacji, przy czym niekorzystne działanie zaznacza się zwykle u osób spożywających regularnie powyżej 20–30 g alkoholu etylowego w ciągu doby. Dlatego mężczyznom z nadciśnieniem tętniczym, którzy piją alkohol, doradza się nieprzekraczanie maksymalnie 20–30 g, natomiast kobietom i osobom o małej masie ciała 10-20 g etanolu dziennie.
Niektóre osoby w ogóle nie powinny spożywać alkoholu. Dotyczy to zwłaszcza osób mających problemy z samokontrolą, kobiet planujących ciążę, kobiet w ciąży i karmiących, dzieci i młodzieży, osób przyjmujących leki, które mogą wchodzić w interakcje z alkoholem, osób z chorobami wątroby, osób, u których stwierdzono powikłania związane ze spożyciem alkoholu (w tym z patologiczną reakcją nadciśnieniową oraz arytmią poalkoholową), oraz osób w szczególnych sytuacjach medycznych.
U chorych na cukrzycę spożycie alkoholu powinno być ograniczone do niewielkich ilości, wliczonych w kaloryczność posiłku i spożytych łącznie z posiłkiem (doustne leki przeciwcukrzycowe na ogół wykluczają spożycie alkoholu). Niedopuszczalne są alkohole słodkie i wysokokaloryczne (np. piwo, likiery, alkohole wysokoprocentowe).
Alkohol jest aktywnym związkiem chemicznym, który łatwo wchodzi w reakcje z lekami – w tym z lekami na nadciśnienie tętnicze. Może w niekontrolowany sposób osłabić lub wzmocnić działanie leków i nasilić działania niepożądane. W połączeniu z niektórymi lekami może też być przyczyną groźnego dla życia zatrucia organizmu, napadowych stanów lękowych i depresyjnych, a nawet myśli samobójczych.

### Zaprzestanie palenia tytoniu[6][16][17]
PTNT, ESC/ESH i AACE zgodnie rekomendują zaprzestanie palenia tytoniu jako bardzo silnego czynnika ryzyka sercowo-naczyniowego. AACE wskazuje na 3-krotnie wyższe ryzyko wystąpienia zawału u palaczy w stosunku do osób, które nigdy nie paliły. Nałóg tytoniowy powoduje: zwiększenie ryzyka zawału, niewydolności serca i udaru mózgu; osłabienie skuteczności leczenia nadciśnienia tętniczego; trwałe podniesienie ciśnienia krwi; zwiększenie ryzyka powikłań nadciśnienia tętniczego; szybszy rozwój miażdżycy.
Ta sama organizacja stoi na stanowisku, iż palenie tytoniu nie powoduje nadciśnienia tętniczego. Odmienne stanowisko prezentują PTNT, ESC i ESH.
Zaprzestanie palenia tytoniu jest prawdopodobnie najskuteczniejszą pojedynczą zmianą stylu życia w zapobieganiu chorobom sercowo-naczyniowym.

### Aktywność fizyczna
Wykazano, że aktywność fizyczna może obniżyć wartość skurczowego ciśnienia tętniczego o 4–9 mmHg. Zwiększenie aktywności fizycznej pomaga również zredukować nadwagę, poprawić ogólną wydolność ustroju i zmniejszyć umieralność.
Zaleca się umiarkowane, regularne ćwiczenia aerobowe, takie jak szybki marsz, pływanie, jazda rowerem przez co najmniej 30–45 minut w większości dni w tygodniu. Intensywne ćwiczenia izometryczne (jak podnoszenie ciężarów) mogą powodować duży wzrost ciśnienia i są przeciwwskazane. Taki sposób postępowania jest bezpieczny u większości chorych z nadciśnieniem tętniczym. Osoby z ciężkim nadciśnieniem lub chorobami towarzyszącymi powinny zwiększać wysiłek fizyczny pod kontrolą lekarską.
AACE podkreśla, że u osób aktywnych fizycznie mniejszy jest także przyrost ciśnienia krwi związany z wiekiem.

### Uspokojenie trybu życia
Na wysokość ciśnienia ma także wpływ "prędkość życia". Osoby prowadzące spokojne życie, mają niższe ciśnienie. Osoby stale zabiegane, pędzące z jednego miejsca na drugie, stale niewyspane i zmęczone mają wyższe ciśnienie. Istotną rolę w profilaktyce i leczeniu nadciśnienia tętniczego odgrywa też zapewnienie sobie odpowiedniej dawki snu. W czasie snu ciśnienie spada o 10–20 mmHg. Brak wystarczającej ilości snu (mniej niż 5 godzin na dobę), trudności w zasypianiu, sen przerywany, płytki lub bezdech senny mogą przyśpieszać rozwój nadciśnienia tętniczego.

### Zalecenia dietetyczne[9]
Wiadomo, że u osób spożywających mniej czerwonego mięsa, przetworzonych produktów zbożowych i słodyczy, a więcej warzyw i owoców, ryb oraz pełnoziarnistych produktów zbożowych rzadziej występuje udar mózgu. Dodanie do diety oliwy z oliwek i wina (dieta śródziemnomorska) powoduje wydłużenie tzw. przewidywanej długości życia.
Korzystny wpływ czerwonego wina przypisuje się zawartym w nim flawonoidom. Efekt ten, bez prowadzenia stosownych badań, próbuje się rozciągnąć też na inne produkty zawierające flawonoidy – m.in. w miłorzębie japońskim, żurawinie, kwiatostanie głogu, aronii, rumianku.
Udowodniono hipotensyjny wpływ oleju rybnego. Zwiększone spożycie ryb, oleju rybnego (także w postaci suplementacji wielonienasyconych kwasów tłuszczowych ω-3) zmniejsza także częstość występowania choroby wieńcowej.
Za korzystny efekt owoców, warzyw i produktów pełnoziarnistych ma odpowiadać błonnik. U wegetarian notuje się niższe wartości ciśnienia w stosunku do osób stosujących dietę niewegetariańską. Dodatkowo dieta bogata w warzywa i owoce związana jest z dużą zawartością magnezu. Nie zaleca się suplementacji magnezu w inny sposób.
Kontrowersyjny wydaje się pogląd, jakoby preparaty antyoksydantów (jak witamina C, E, koenzym Q10) miały korzystny wpływ na przebieg nadciśnienia. Chociaż warzywa i owoce zawierają duże ilości witamin, to udowodniono, iż witamina E może nawet zwiększać śmiertelność całkowitą w grupie przyjmującej jej suplement. Wyniki badań nad witaminą C pozostają niejednoznaczne. Bogatym źródłem naturalnej witaminy E są orzechy włoskie, witaminy C – np. czarne porzeczki.
Potwierdzono, że sproszkowany czosnek może obniżać ciśnienie tętnicze, chociaż istnieje krytyka metodologii wykonanych badań. Stewiozydy – związki z rośliny stewia mają działanie hipotensyjne na drodze zatrzymania napływu jonów Ca2+.
Neguje się potrzebę suplementacji wapnia (jeśli nie istnieją konkretne wskazania). Zwiększenie podaży wapnia, zwłaszcza u chorych na nadciśnienie, może prowadzić do kamicy nerkowej.
W 12-dniowym badaniu grupy 500 osób, które wprowadziły dietę ściśle wegetariańską, kontrolowały stres oraz wykonywały ćwiczenia fizyczne o umiarkowanym natężeniu stwierdzono znaczące obniżenie ciśnienia u osób z nadciśnieniem (powyżej 140/90 mmHg), średnio o 17/13 mmHg.

#### Dieta DASH (Dietary Approaches to Stop Hypertension)
Na podstawie badań amerykańskiego National Institutes of Health (NIH) opracowano dietę polegającą na spożywaniu dużych ilości owoców, warzyw i produktów o niskiej zawartości tłuszczów. Dieta DASH polecana jest przez ekspertów Polskiego Towarzystwa Nadciśnienia Tętniczego i Polskiego Forum Profilaktyki Chorób Układu Krążenia.
Istotnym efektem jej stosowania, prócz redukcji ciśnienia o około 8–14 mmHg, jest równoczesne obniżenie stężenia cholesterolu całkowitego, cholesterolu frakcji LDL i triglicerydów, a więc dodatkowe zmniejszenie ryzyka sercowo-naczyniowego.

#### DietaPolymeal[9]
W odpowiedzi na koncepcję Polypill, leczenia nadciśnienia preparatami złożonymi zawierającymi kilka substancji czynnych, w 2004 roku zaproponowano dietę mającą skutkować 75% redukcją incydentów sercowo-naczyniowych.
Schemat Polymeal zakłada spożywanie 114 g ryb przez 4 dni w tygodniu oraz codziennie:
- 400 g owoców i warzyw (i dodatkowo 2,7 g czosnku)
- 100 g ciemnej (gorzkiej) czekolady
- 68 g migdałów
- 150 ml czerwonego wina.

## Leczenie
Decyzję o czasie i sposobie włączenia leczenia podejmuje się po uwzględnieniu wartości ciśnienia tętniczego i ogólnego ryzyka sercowo-naczyniowego. Podkreśla się także konieczność elastycznego podejścia do rozpoczynania farmakoterapii u osób z granicznymi wartościami ciśnienia. Obniżenie ciśnienia skurczowego poniżej 130 mmHg zmniejsza ryzyko u osób cierpiących na chorobę wieńcową, cukrzycę i przewlekłe choroby nerek.

### Niefarmakologiczne
Opisana wcześniej zmiana trybu życia jest nieodzowną częścią przewlekłej terapii nadciśnienia tętniczego. Nie tylko bywa interwencją wystarczającą do opanowania nadciśnienia, redukuje ogólne ryzyko sercowo-naczyniowe, ale poprawia też odpowiedź na niektóre leki.

### Farmakologiczne
W terapii nadciśnienia tętniczego stosuje się szeroką gamę leków hipotensyjnych, różniących się między sobą pod względem budowy chemicznej i mechanizmu działania. Najczęściej są to:
- inhibitory ACE (ACE-I) – hamują aktywności enzymu konwertującego angiotensynę, a przez to wykazują działanie hipotensyjne. Do grupy tej należy m.in. substancja czynna zofenopryl, która wykazuje wysoką skuteczność w obniżaniu ciśnienia tętniczego oraz korzystny wpływ na układ sercowo-naczyniowy. Wykazano m.in. działanie kardioprotekcyjne, przeciwmiażdżycowe i ochronne dla nerek (zmniejsza białkomocz i postęp niewydolności tego narządu), przez co posiada wysoki stopień rekomendacji Europejskiego Towarzystwa Kardiologicznego (ESC)[31]. Zofenopryl charakteryzuje się długotrwałym efektem hipotensyjnym, łagodnym początkiem działania i brakiem odruchowej tachykardii. Dotychczasowe obserwacje kliniczne wskazują na zasadność jego podawania w jednej dawce dobowej, ułatwiającej systematyczne prowadzenie farmakoterapii. Stany współwystępujące z nadciśnieniem tętniczym szczególnie przemawiające za stosowaniem inhibitorów ACE (zalecenia ESH/ESC z 2007 roku) to m.in. niewydolność serca, dysfunkcja lewej komory, po zawale serca, migotanie przedsionków, nefropatia, białkomocz/mikroalbuminuria.
- antagonisty receptora angiotensynowego (sartany, ARBs)
- β-blokery (β-adrenolityki) – w roku 2006 opublikowano wątpliwości, czy leki β-adrenolityczne powinny być stosowane jako leki I rzutu w terapii nadciśnienia tętniczego, z uwagi na nieakceptowalne ryzyko rozwoju cukrzycy przy długotrwałym stosowaniu[32].
- blokery kanału wapniowego (antagonisty wapnia) – blokują przenikanie do mięśni tętnic wapnia, który powoduje ich obkurczanie się. Rozwój najnowszych leków z tej klasy (np. lerkanidypiny) szedł w kierunku eliminacji działań niepożądanych, a przez to zwiększenie wytrwałości pacjentów w kontynuacji terapii leczniczej. W przypadku lerkanidypiny zredukowano takie objawy, jak bóle głowy i obrzęki kostek. Antagonisty wapnia wraz z diuretykami tiazydowymi stanowią leki pierwszego rzutu w leczeniu nadciśnienia – zwłaszcza w przypadku starszych pacjentów 60+[31].
- diuretyki tiazydowe i tiazydopodobne (grupa leków moczopędnych)– pobudzają nerki do zwiększonego wydalania z organizmu wody i zawartego w niej sodu. Przez wpływ na gospodarkę wodną obniżają one ciśnienie krwi oraz zapobiegają zwężaniu naczyń.
- inne leki hipotensyjne stopniowo tracące na znaczeniu (metyldopa, rezerpina).

Wszystkie one zmniejszają częstość występowania powikłań nadciśnienia.
Kiedy zachodzi potrzeba rozpoczęcia leczenia nadciśnienia tętniczego zwykle stosuje się jeden lek (monoterapia) lub połączenie dwóch leków w niskich dawkach w jednej tabletce (ang. polypill). W większości przypadków do normalizacji ciśnienia wymagane jest jednak przyjmowanie dwóch lub więcej leków hipotensyjnych (politerapia).Jeśli pojawiły się schorzenia będące skutkiem nadciśnienia, konieczne jest równoczesne leczenie powikłań. Podczas farmakoterapii niezbędne są okresowe kontrole efektów leczenia (przede wszystkim pomiary ciśnienia krwi, ale także badania krwi i moczu oraz co określony czas EKG, badania dna oka).
Przed rokiem 2011 Polskie Forum Profilaktyki rekomendowało następujące skojarzenia leków:
- ACE-I + antagonista wapnia (protekcja narządowa)
- ACE-I lub ARB + diuretyk tiazydowy (skuteczność hipotensyjna, prewencja wtórna powikłań mózgowych)
- ACE-I + β-bloker (prewencja wtórna powikłań sercowych)

Ponadto PFP rekomendowało kojarzenie ACE-I + ARB w celu nefroprotekcji, jednak wyniki późniejszych badań wykazały brak korzyści takiego połączenia przy jednoczesnym zwiększeniu ryzyka powikłań ze strony nerek, w związku z czym nie jest ono już zalecane
W ogromnej większości przypadków leczenie nadciśnienia prowadzi się w ramach podstawowej opieki zdrowotnej.

#### Nadciśnienie pierwotne niepowikłane
Nie ma jednoznacznych opinii co do leku pierwszego wyboru. Wiadomo jedynie że nadciśnienie trzeba leczyć, uwzględniając oczywiście przeciwwskazania do konkretnych leków.
ESC i ESH podkreślają korzyści z samego obniżenia ciśnienia, bez względu na wybór leku spośród wyżej wymienionych. PTNT i PFP przedstawiają podobne stanowisko zaznaczając potrzebę indywidualizacji terapii.
Amerykański JNC zaleca standardowo rozpoczynać leczenie diuretykiem tiazydowym w monoterapii lub skojarzeniu z jednym lekiem z innych grup (inhibitorem ACE, antagonistą receptora angiotensynowego, beta-blokerem lub blokerem kanału wapniowego).
Najbardziej usystematyzowany algorytm leczenia przedstawił w 2006 roku brytyjski Narodowy Instytut Doskonałości Klinicznej (NICE) w kooperacji z Brytyjskim Towarzystwem Nadciśnienia Tętniczego (BHS).
Wytyczne NICE/BHS zakładają zastosowanie antagonisty wapnia lub diuretyku tiazydowego u każdego chorego rasy czarnej i inny pacjentów w wieku od 55 lat. Osoby młodsze winny otrzymać jako lek pierwszego rzutu ACE-I lub ARB. W przypadku nieskuteczności takiej terapii Brytyjczycy proponują leczenie skojarzone: ACE-I lub ARB wraz z lekiem moczopędnym lub blokerem wapnia. Jeśli i takie postępowanie okazuje się nieefektywne należy połączyć ACE-I/ARB z antagonistą kanału wapniowego i tiazydem. Dopiero dla osób, które nie zareagują na taką terapię przewiduje się włączenie β-blokera, α-blokera i ewentualną konsultację specjalistyczną.

#### Izolowane nadciśnienie skurczowe
U pacjentów w wieku podeszłym z izolowanym nadciśnieniem skurczowym możliwość uzyskania ciśnienia skurczowego poniżej 140 mmHg bywa ograniczona, ze względu na ryzyko nadmiernego obniżenia ciśnienia rozkurczowego (60–70 mmHg). Pacjenci z takim typem nadciśnienia powinni utrzymywać najniższe, dobrze tolerowane wartości ciśnienia skurczowego. Stwierdzono, że intensywne leczenie w celu obniżenia wartości ciśnienia skurczowego do 120 mmHg zmniejsza istotnie częstość występowania zawałów serca i niewydolności krążenia o prawie jedną trzecią a ryzyko wystąpienia zgonu o jedną czwartą, w porównaniu z grupą pacjentów u których wartość docelowa ciśnienia skurczowego wynosiła 140 mmHg.

#### Cukrzyca
Cukrzyca typu 2 i nadciśnienie tętnicze często współwystępują. Ze względu na korzystny wpływ na czynność nerek (działają ochronnie u pacjentów z nefropatią w przebiegu cukrzycy typu 1 i 2 oraz w nefropatiach niecukrzycowych) i ewentualne zwiększanie insulinowrażliwości w leczeniu nadciśnienia u pacjentów z cukrzycą preferuje się ACE-I lub ARB (względnie skojarzone leczenie ACE-I i ARB). Wobec konieczności dodania dodatkowych leków poleca się diuretyk (w najmniejszej skutecznej dawce i wraz z suplementacją potasu lub lekiem oszczędzającym potas), antagonistę wapnia lub ß-bloker trzeciej generacji (jak np. nebiwolol) lub dowolne połączenie tych leków.
Leczenie należy prowadzić agresywnie, aby osiągnąć docelowe ciśnienie < 130/80 mmHg a nawet ≤ 120/75 (AACE), szczególnie u pacjentów z białkomoczem (> 1 g/d).

### Leczenie nadciśnienia wtórnego[6]
We wtórnym nadciśnieniu tętniczym wdraża się leczenie mające na celu usunięcie jego przyczyny.
Leczenie hiperaldosteronizmu pierwotnego jest jednocześnie leczeniem nadciśnienia. Zależnie od przyczyny nadmiaru aldosteronu jest nim resekcja nadnercza, podawanie spironolaktonu, wyjątkowo – leczenie glikokortykosteroidem.
W przypadku zespołu Cushinga wykonuje się operację, jednak aż u 33% pacjentów po zabiegu utrzymuje się nadciśnienie skurczowe, a u 75% – rozkurczowe. Przed usunięciem guza nadnercza stosuje się ketokonazol – inhibitor syntezy kortyzolu, szerzej znany jako lek przeciwgrzybiczy. Za leki z wyboru w farmakoterapii uważa się diuretyki tiazydowe, inhibitory ACE i blokery kanału wapniowego.
Leczenie nadczynności lub niedoczynności tarczycy zwykle prowadzi także do redukcji wywołanego nimi nadciśnienia.
W przypadku guza chromochłonnego wycięcie nowotworu prowadzi do ustąpienia nadciśnienia u 75% pacjentów. Przedoperacyjną kontrolę ciśnienia, a także leczenie choroby resztkowej prowadzi się przy pomocy α-blokerów i dodatkowo, w razie potrzeby przy użyciu β-blokerów lub antagonistów kanału wapniowego.
Nerkowe guzy wydzielające reninę, ze względu na ich powierzchowne umiejscowienie, są zwykle operowalne.
Rzadko występujący zespół Liddle'a odpowiada na leczenie amilorydem i triamterenem.

## Nadciśnienie tętnicze w ciąży[17]
Nadciśnienie tętnicze w ciąży stanowi poważne zagrożenie zarówno dla płodu jak i dla ciężarnej. Nadciśnienie tętnicze wikła od 5 do 10% ciąż w Polsce.
Nadciśnienie tętnicze w ciąży rozpoznaje się przy wartościach ≥ 140 lub 90 mmHg.
Zmiany ciśnienia tętnicze u ciężarnej są zjawiskiem fizjologicznym. W I i II trymestrze obserwuje się spadek ciśnienia, które najniższe wartości osiąga około 23 tygodnia ciąży. Od tego momentu ciśnienie tętnicze ponownie wzrasta i do 6 tygodni po rozwiązaniu wraca do stanu sprzed ciąży.
Z tego względu PTNT przyjęło następujący podział nadciśnienia w ciąży:
- przewlekłe nadciśnienie tętnicze – występujące przed ciążą lub przed 20 tygodniem ciąży (i utrzymujące się powyżej 42 dni po porodzie)
- nadciśnienie wywołane ciążą – rozwijające się po 20 tygodniu
- nieokreślone nadciśnienie tętnicze (objawowe lub bezobjawowe) – rozpoznane po 20 tygodniu ciąży (wymaga ponownej oceny po co najmniej 42 dniach od rozwiązania, co umożliwia zaliczenie do jednego z dwu wyżej wymienionych typów).

Nadciśnienie w przebiegu ciąży predysponuje do rozwoju stanu przedrzucawkowego, stanu rzucawkowego oraz zespołu HELLP. Występowanie u ciężarnej nadciśnienia wiąże się też z zagrożeniem dla płodu: może dojść do zahamowania jego wzrostu, niedotlenienia wewnątrzmacicznego, a nawet zgonu. Wzrasta też ryzyko przedwczesnego odklejenia się łożyska i wcześniactwa.
Leczenie, zależnie od potrzeb, może obejmować postępowanie niefarmakologiczne, stosowanie metyldopy, blokerów kanałów wapniowych, a niekiedy β-blokerów celem obniżenia ciśnienia oraz podawanie niewielkich dawek kwasu acetylosalicylowego (zapobieganie stanom przedrzucawkowym). Przeciwwskazane są inhibitory ACE i sartany.

## Nadciśnienie tętnicze u dzieci
Ciśnienie tętnicze u dzieci można uznać za wysokie prawidłowe, jeżeli jego wartość mieści się pomiędzy 90 a 95 percentylem, natomiast spełnia ono kryteria nadciśnienia, gdy osiąga lub przekracza wartość 95 percentyla dla danego wieku i płci. Niezbędny jest właściwy dobór mankietu. Nadciśnienie tętnicze u dzieci występuje rzadko (ok. 1%). U młodszych dzieci ma prawie zawsze charakter wtórny, a dopiero po 10 roku życia częściej ujawnia się nadciśnienie pierwotne. Stwierdzenie nadciśnienia tętniczego u każdego dziecka jest wskazaniem do pogłębionej diagnostyki specjalistycznej celem wykluczenia nadciśnienia wtórnego (zwłaszcza spowodowanego koarktacją aorty, zwężeniem tętnic nerkowych, niewydolnością nerek, nefropatiami odpływowymi lub zaburzeniami hormonalnymi). Podwyższone ciśnienie może być spowodowane stosowaniem hormonów anabolicznych bądź narkotyków. Leczenie nadciśnienia tętniczego u dzieci jest podobne jak u dorosłych. Stosuje się te same grupy leków w odpowiednio mniejszych dawkach. Dzieci z nadciśnieniem, u których nie stwierdza się powikłań narządowych, nie powinny mieć ograniczanej aktywności fizycznej.

## Klasyfikacja ICD10
| kod ICD10   | nazwa choroby                                   |
| ----------- | ----------------------------------------------- |
| ICD-10: I10 | Samoistne (pierwotne) nadciśnienie              |
| ICD-10: I11 | Choroba nadciśnieniowa z zajęciem serca         |
| ICD-10: I12 | Choroba nadciśnieniowa z zajęciem nerek         |
| ICD-10: I13 | Choroba nadciśnieniowa z zajęciem serca i nerek |
| ICD-10: I15 | Nadciśnienie wtórne                             |